# Siphamia cephalotes
Siphamia cephalotes is een straalvinnige vissensoort uit de familie van kardinaalbaarzen (Apogonidae). De wetenschappelijke naam van de soort is voor het eerst geldig gepubliceerd in 1875 door Castelnau.